# Ekhidna
Ekhidna, minden szörnyek ősanyja a görög mitológiában az ókori világ legvisszataszítóbb teremtése. Kétó leánya és Tüphón felesége volt, akitől több gyermeke is született. Arca szépséges nimfáé volt, de teste kígyóé, és így nyelve is sziszegő kígyó-nyelvként nyúlt ki szájából. Neve viperát jelent. Zeusz megkímélte Ekhidna és szörny gyermekei életét, hogy a jövő hőseinek is akadjon munkája. Ekhidna gyermeke volt a nemeai oroszlán, Kerberosz, Ladón, Khimaira, Szphinx, Hüdra, Orthosz, a Prométheusz máját marcangoló keselyű, az erümanthoszi vadkan, illetve Phaia, a krommüóni vademse.